# 古杰兰瓦拉车站
古杰兰瓦拉車站是位於巴基斯坦旁遮普省古杰兰瓦拉的一座鐵路車站，啟用於1881年。